# ویلیام میلر (بازیکن فوتبال، زاده ۱۹۹۶)
ویلیام میلر (انگلیسی: William Miller؛ زادهٔ ۸ ژوئن ۱۹۹۶) یک هنرپیشه و بازیکن فوتبال اهل انگلستان است.